# سوني اريكسون اكسبيريا اكس1
سوني اريكسون اكسبيريا اكس1 (بالإنجليزية: Sony Ericsson Xperia X1)‏ هو هاتف ذكي من سوني موبايل كوميونيكيشنز يعمل بنظام ويندوز موبايل.

## الخصائص
- نظام التشغيل: ويندوز موبايل
- الشاشة: شاشة لمس
- الوزن: 158 غرام
- المعالج: 528 ميجا هرتز
- الذاكرة: 256 ميجابايت
- التخزين: 512 ميجابايت